# Liste der Gerichte in Venetien
Die Liste der Gerichte in Venetien dient der Aufnahme der staatlichen italienischen Gerichte der ordentlichen und besonderen Gerichtsbarkeit in der Region Venetien. Bis auf Weiteres sind nur Gerichtsorte angegeben.

## Ordentliche Gerichtsbarkeit
| Oberlandesgericht | Nachgeordnete (Landes-)Gerichte                                                                | Friedensgerichte                     |
| ----------------- | ---------------------------------------------------------------------------------------------- | ------------------------------------ |
| Venedig           | Belluno                                                                                        | Belluno                              |
| Venedig           | Padua                                                                                          | Padua                                |
| Venedig           | Rovigo                                                                                         | Rovigo                               |
| Venedig           | Treviso                                                                                        | Conegliano, Treviso                  |
| Venedig           | Venedig                                                                                        | Chioggia, San Donà di Piave, Venedig |
| Venedig           | Verona                                                                                         | Verona                               |
| Venedig           | Vicenza                                                                                        | Bassano del Grappa, Vicenza          |
| Venedig           | Jugendgericht Venedig                                                                          |                                      |
| Venedig           | Strafvollstreckungsgericht Venedig\| (Strafvollstreckungsstellen in Padua, Verona und Venedig) |                                      |

Beim Oberlandesgericht (Corte d’appello) wird ein Schwurgericht zweiter Instanz eingerichtet, bei den Landesgerichten Schwurgerichte. Beim Oberlandesgericht gibt es eine Generalstaatsanwaltschaft, bei den Landesgerichten und Jugendgerichten Staatsanwaltschaften.
Beim Oberlandesgericht Venedig und beim Landesgericht Venedig bestehen Kammern für Unternehmens-, Urheberrechts- oder Handelssachen.

## Besondere Gerichte
- Regionaler Verwaltungsgerichtshof (TAR) in Venedig.
- Regionale Steuerkommission (Finanzgericht) in Venedig mit Außenstelle Verona.
  - Sieben nachgeordnete Provinz-Steuerkommissionen in den Provinzen Venetiens.
- Das Gericht für öffentliche Gewässer in Venedig ist für Nordostitalien (Triveneto) zuständig.
- Außenstelle des Nationalen Rechnungshofes in Venedig (hat den Status eines Gerichts).
- Das Militärgericht in Verona ist für Norditalien einschließlich der Emilia-Romagna zuständig.
- Aufgaben der Verfassungsgerichtsbarkeit übernimmt das Verfassungsgericht in Rom.